# Jung Yoon-jong

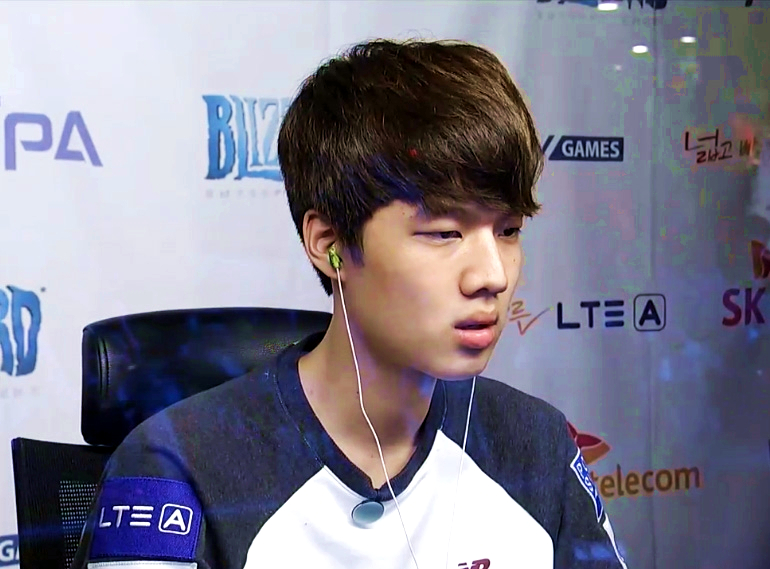
Rain im Trikot von SK Telecom T1

Jung „Rain“ Yoon-jong (* 14. August 1992) ist ein ehemaliger südkoreanischer E-Sportler in dem Computerspiel StarCraft 2 und zuvor Starcraft: Brood War. Im Verlauf seiner Karriere hat er rund $240.000 als Preisgeld in Turnieren gewonnen. Er ist damit einer der erfolgreichsten KeSPA-Spieler, die den Wechsel von Starcraft: Broodwar zu Starcraft II machten.

## Werdegang
Laut eigenen Angaben wollte Jung Yoon-jong in seiner Jugend nicht wirklich ein Pro-Gamer werden. 2010 trat er dem Team von SK Telecom T1 bei – damals noch unter dem Nicknamen By.Sun – und hatte seine ersten Spiele als Profi während der Shinhan Bank Proleague 2010/11. Größere Erfolge in Einzelturnieren blieben zu Brood-War-Zeiten jedoch noch aus.
Rains Debüt in Starcraft II war im Mai 2012 in einem Proleague-Spiel, in dem er Jaedong (einer der ersten KeSPA-Spieler, der zu StarCraft 2 wechselte und langjähriger Broodwar Rivale) besiegte. In seiner ersten GSL Saison, in den er zusammen mit Jaedong als KeSPA Spieler platziert wurde, erreichte Jung Yoon-jong das Halbfinale, während er sich bei seinem ersten OSL-Antritt direkt in das Finale spielen konnte und dieses auch gegen Park „DongRaeGu“ Soo-ho gewann. 
Kurz vor dem Sieg in der OSL konnte Rain bereits die Asia Finals der Battle.net World Championship Series überraschend für sich entscheiden. Im Finale bezwang er den späteren Weltmeister Parting. Das nächste große Turnier, an dem Jung Yoon-jong teilnahm, war die MLG Dallas in den USA. Dort konnte er bei seinem US-Debüt den geteilten fünften Platz erreichen, obwohl er die lange Route durch die offene Qualifikation nehmen musste. 
Beim großen Finale der Battle.net World Championship Series 2012 in Shanghai konnte Rain den dritten Platz belegen. 2013 folgten weitere gute Ergebnisse in der WCS und ein Sieg beim GSL Hot6ix Cup. Ende 2014 verließ Rain sein langjähriges Team SK Telecom T1 und spielte seitdem für das Schweizer Team mYinsanity. 
Im Juni 2015 konnte er mit der GSL Season 2 eineinhalb Jahre nach dem Erfolg beim Hot6ix Cup wieder ein großes Einzelturnier für sich entscheiden. Am 21. Dezember 2015 gab Rain seinen Rückzug als Profi-Spieler bekannt.

## Große Turnier-Erfolge in SC2
| Jahr | Turnier                            | Platz       | Preisgeld |
| ---- | ---------------------------------- | ----------- | --------- |
| 2012 | WCS: Asia Finals                   | 1. Platz    | 24.000 $  |
| 2012 | OSL Auction All Kill Season 1      | 1. Platz    | 36.136 $  |
| 2012 | WCS: Battle.net World Championship | 3./4. Platz | 16.000 $  |
| 2013 | WCS Season 2 Korea                 | 2. Platz    | 12.000 $  |
| 2013 | WCS Season 2 Finals                | 5.–8. Platz | 07.500 $  |
| 2013 | GSL Hot6ix Cup                     | 1. Platz    | 18.923 $  |
| 2014 | WCS Season 1 Korea                 | 3./4. Platz | 07.491 $  |
| 2015 | GSL Season 2                       | 1. Platz    | 36.099 $  |
| 2015 | HomeStory Cup 11                   | 1. Platz    | 10.000 $  |